# McGehee
McGehee és una població dels Estats Units a l'estat d'Arkansas. Segons el cens del 2000 tenia 4.570 habitants.

## Demografia
Segons el cens del 2000, McGehee tenia 4.570 habitants, 1.836 habitatges, i 1.259 famílies. La densitat de població era de 274,8 habitants/km².
Dels 1.836 habitatges en un 34% hi vivien nens de menys de 18 anys, en un 41,7% hi vivien parelles casades, en un 22,9% dones solteres, i en un 31,4% no eren unitats familiars. En el 29,4% dels habitatges hi vivien persones soles el 13,9% de les quals corresponia a persones de 65 anys o més que vivien soles. El nombre mitjà de persones vivint en cada habitatge era de 2,44 i el nombre mitjà de persones que vivien en cada família era de 2,99.
Per edats la població es repartia de la següent manera: un 28,5% tenia menys de 18 anys, un 8,8% entre 18 i 24, un 25% entre 25 i 44, un 21,3% de 45 a 60 i un 16,4% 65 anys o més.
L'edat mediana era de 36 anys. Per cada 100 dones de 18 o més anys hi havia 76,1 homes.
La renda mediana per habitatge era de 21.909 $ i la renda mediana per família de 25.270 $. Els homes tenien una renda mediana de 31.429 $ mentre que les dones 19.464 $. La renda per capita de la població era de 14.191 $. Entorn del 26,7% de les famílies i el 30% de la població estaven per davall del llindar de pobresa.

## Poblacions més properes
El següent diagrama mostra les poblacions més properes.